# كولومبا ستيوارت
كولومبا ستيوارت (بالإنجليزية: Columba Stewart)‏ هو عالم عقيدة أمريكي، ولد في 16 يوليو 1957.